# 成都动物园
成都动物园是一座位于成都的动物园。园区总面积17公顷，现任馆长是余建秋。

## 历史
1953年10月1日开园，最初叫百花潭动物园，1976年从百花潭搬迁后改为现在名字。

## 交通
- 成都地铁3号线动物园站